# Иваново-Октябрьский сельсовет
Иваново-Октябрьский сельсовет — упразднённая административно-территориальная единица, существовавшая на территории Московской губернии и Московской области до 1954 года.
Ивановский сельсовет был образован в первые годы советской власти. В 1919 году Ивановский с/с входил в Лучинскую волость Звенигородского уезда Московской губернии.
14 января 1921 года Лучинская волость была передана в Воскресенский уезд.
В 1923 году к Ивановскому с/с был присоединён Петровский с/с, но уже в 1925 году он был выделен обратно.
По данным 1926 года в состав сельсовета входили село Ивановское, Ивановские хутора и Октябрьская суконная фабрика.
В 1929 году Ивановский с/с был отнесён к Воскресенскому району Московского округа Московской области. При этом он был переименован в Иваново-Октябрьский сельсовет.
30 октября 1930 года Воскресенский район был переименован в Истринский район.
17 июля 1939 года к Иваново-Октябрьскому с/с были присоединены Красновидовский (селения Борисково, Борки и Красновидово) и Петровский (село Петровское) с/с.
14 июня 1954 года Иваново-Октябрьский с/с был упразднён. При этом его территория была объединена с Павло-Лужецким с/с в новый Ивановский с/с.